# Escheberg (Adelsgeschlecht)

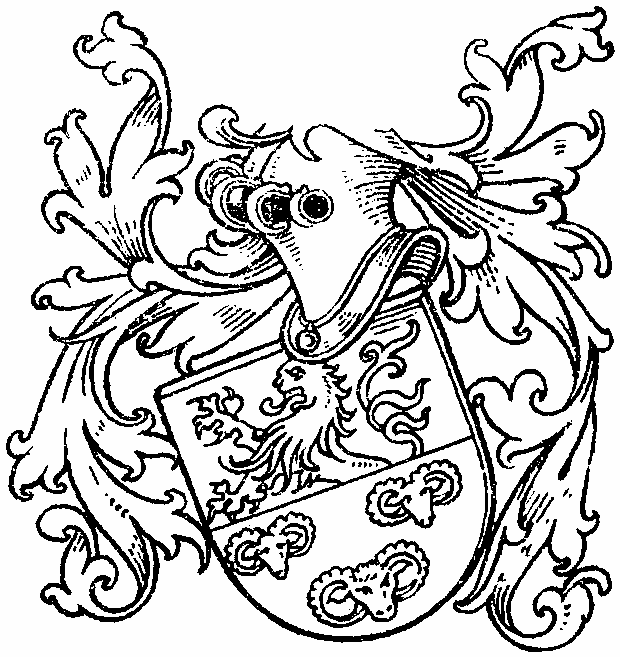
Wappen derer von Escheberg

Die Herren von Escheberg waren ein ursprünglich im nordhessischen Dorf Escheberg ansässiges niederadeliges Geschlecht, das vom 13. bis ins 15. Jahrhundert bekundet ist. Es gehörte auch der Ritterschaft des Hochstifts Paderborn an, wo es zuletzt 1451 genannt wird.
Erster urkundlich fassbarer Angehöriger der Familie war der 1217 erwähnte Alexander von Escheberg. Ein weiterer Ritter („miles“) Alexander von Escheberg, Enkel des erstgenannten, schenkte vor 1277 dem Kloster Aroldessen vier Mansen. Im Oktober 1293 waren er und sein Bruder Ulrich Zeugen der Lehensauftragung von Burg und Stadt Liebenau durch Hermann von Desenberg genannt Spiegel an den Grafen Otto von Waldeck. Im gleichen Jahr wurde Ulrich von Escheberg landgräflich-hessischer Burgmann in Wolfhagen. Dessen Sohn Ulrich erwarb 1318 durch Kauf die kleine Wasserburg Lengefeld sowie einen Hof im benachbarten Elle – beide bisher als eversteinsches Lehen von der niederadligen Familie von Mühlhausen gehalten – von den Grafen von Everstein zu Lehen, verkaufte dieses Lehnsrecht aber bereits 1326 an Hermann von Rhena.
Ulrichs ebenfalls Ulrich genannter Enkel erhielt 1376 die kurkölnischen Hälfte der Wetterburg von Erzbischof Friedrich III. als Pfand und zu Lehen und im Jahre 1410 auch die Erlaubnis, diesen Teil der Burg im Einvernehmen mit dem Rat und der Bürgerschaft von Volkmarsen auszubauen. Werner von Escheberg, Sohn Ulrichs, erwarb durch seine Heirat mit Grete von Immighausen die Hälfte des Dorfs und der Gemarkung Büttelsen. Etwa 1414 schenkte Werner, neben seinem Bruder Johann wohl der letzte männliche Spross des Geschlechts, dem Kloster Bredelar zum Seelenheil seiner Eltern Güter in Esbeck und Ostheim.